# 氯的氧化物
氯和氧之间可以形成很多种化合物：
- 一氧化氯（ClO）
- 二氧化氯（ClO2）
- 三氧化氯（ClO3）
- 一氧化二氯（Cl2O）
- 二氧化二氯（Cl2O2）
- 三氧化二氯（Cl2O3）
- 四氧化二氯，也称作高氯酸氯（ClOClO3）
- 五氧化二氯（Cl2O5）
- 六氧化二氯（Cl2O6）
- 七氧化二氯（Cl2O7）
- 四氧化氯（O3ClOOClO3），这是一种过氧化物

此外，氯与氧还能形成多种阴离子：
- 次氯酸盐
- 亚氯酸盐
- 氯酸盐
- 高氯酸盐

氯与氧还能形成多种阳离子：
- 氯酰盐
- 高氯酰盐

|  | 这个同类索引页列出了具有相同或相似标题的化学条目。 除非您是有意链接至本页，否则应将相应条目的内部链接指向正确的条目。 |